# Ла Рено, Дик
Дик Ла Рено (англ. Dick La Reno; 31 октября 1863, Ирландия — 26 июля 1945, Голливуд, Калифорния, США) — американский актёр эпохи немого кино.

## Биография
Ирландского происхождения. Начинал, как театральный актёр. Основал Troupers Club, сыграл первого шерифа в кино в фильме «The Squaw Man».
Звезда немого кино США. С 1914 по 1931 год снялся более, чем в 80 фильмах.

## Избранная фильмография
- Роза из ранчо (1914)
- Человек с родины (1914)
- Вирджинец (1914)
- The Master Mind (1914)
- Миллионы Брюстера (1914)
- Муж индианки (1914)
- Обман (1915)
- The Buzzard’s Shadow (1915)
- The Blot on the Shield (1915)
- The Love Route (1915)
- The Warrens of Virginia (1915)
- The Other Side of the Door (1916)
- Black Orchids (1917)
- Pay Me! (1917)
- The Spindle of Life (1917)
- The Reward of the Faithless (1917)
- The Gray Ghost (1917)
- Fires of Rebellion (1917)
- Bringing Home Father (1917)
- Polly Redhead (1917)
- The Little Orphan (1917)
- Mr. Logan, U.S.A. (1918)
- The Midnight Stage (1919)
- A White Man’s Chance (1919)
- A Man’s Fight (1919)
- The Hell Ship (1920)
- The Spirit of Good (1920)
- Under Crimson Skies (1920)
- The Land of Jazz (1920)
- Two Moons (1920)
- A Daughter of the Law (1921)
- Trimmed (1922)
- Out of the Silent North (1922)
- One Eighth Apache (1922)
- Single Handed (1923)
- Playing It Wild (1923)
- Oh, You Tony! (1924)
- The Danger Rider (1924)
- Железный конь (1924)
- Аптечный ковбой (1925)
- With Buffalo Bill on the U. P. Trail (1926)
- General Custer at the Little Big Horn (1926)
- The High Hand (1926)
- You’d Be Surprised (1926)
- The Silent Rider (1927)
- Gold from Weepah (1927)
- The Long Loop on the Pecos (1927)
- Король диких (1931)